# Kura-Transportni
Kura-Transportni (del ruso: Кура-Транспортный) es un posiólok del ókrug urbano de Goriachi Kliuch del krai de Krasnodar, en las estribaciones noroccidentales del Cáucaso, en Rusia. Está situado en la cabecera del río Kura-Tsetse, constituyente del río Tsetse, afluente del río Pshish, que lo es del río Kubán, 23 km al sudeste de Goriachi Kliuch, y 67 km al sureste de Krasnodar. Tenía 42 habitantes en 2010.
Pertenece al municipio Kutaiski.